# Wąchock
Wąchock ist eine Stadt im Powiat Starachowicki der Woiwodschaft Heiligkreuz in Polen. Sie ist Sitz der gleichnamigen Stadt-und-Land-Gemeinde mit etwa 6900 Einwohnern und liegt fünf Kilometer westlich der Kreisstadt Starachowice. Die Kleinstadt an der Kamienna hat 2805 Einwohner (2016).
Neben seiner touristischen Attraktivität ist Wąchock in ganz Polen bekannt durch die Witze über seine Einwohner, vergleichbar mit den Ostfriesenwitzen in Deutschland.

## Geschichte
Erstmals erwähnt wurde der Ort im Jahre 1179. Etwa zur selben Zeit wurde ein Zisterzienserkloster (Kloster Wąchock) gegründet. 1454 erhielt die klosternahe Siedlung die Stadtrechte. In der Folgezeit betätigte sich das Kloster als Förderer des lokalen Bergbaus. Seit dem 15. Jahrhundert wurde Eisen verhüttet. Nach der Dritten Teilung Polens 1795 zunächst österreichisch geworden und von 1807 bis 1815 Teil des Herzogtums Warschau, wurde Wąchock russisch. Das Kloster wurde 1818 aufgehoben, die Stadtrechte gingen 1870 verloren. Im Januaraufstand 1863 versammelte sich eine große Gruppe von Rebellen um Marian Langiewicz in Wąchock. 1885 erfolgte der Anschluss an das Eisenbahnnetz. In der Zeit der deutschen Besatzung im Zweiten Weltkrieg, war eine zahlenmäßige große Partisanenbewegung in den umliegenden Wäldern aktiv.
In den Jahren von 1975 bis 1998 gehörte Wąchock zur Woiwodschaft Kielce. 1994 erhielt es erneut die Stadtrechte.

## Sehenswürdigkeiten
- Komplex der ehemaligen Zisterzienserabtei: Spätromanische St.-Florians-Kirche aus dem 13. Jahrhundert, Inneres aus der spätbarocken Zeit, Gebäuden aus dem 16. und 17. Jahrhundert, dabei Konvent, Palast des Abtes und zwei alte Klostertore (zweites im 19. Jahrhundert umgebaut als Apotheke)
- Denkmal für den „Schultheißen von Wąchock“, eine der zentralen Figuren aus den Witzen über die Stadt
- Ruinen der alten Metallfabrik aus der 1. Hälfte des 19. Jahrhunderts: Palast der Besitzer um 1850, drei Werkhallen, Reste einer Sperre auf dem Fluss Kamienna. Die Fabrik gehörte damals zum von Stanisław Staszic gegründeten Industriekomplex. Seit ca. 1890 bis 1945 gehörte Fabrik einer deutschen Familie von Schoenberg.

## Gemeinde
Zur Stadt-und-Land-Gemeinde (gmina miejsko-wiejska) Wąchock gehören die Stadt selbst und fünf Dörfer mit Schulzenämtern.